# 한류 퐁듀
한류 퐁듀(韓流フォンデュ)는 도쿄 MX TV에서 일요일 11:00 ~ 11:30에 방송되는 대한민국에 관한 연예 정보 버라이어티 프로그램이다.